# Janusz III de Mazovie
 Janusz III de Mazovie  (polonais: Janusz III Mazowiecki) (né en 1502– † 9/10 mars 1526) est le dernier duc polonais de la dynastie des Piast qui règne sur la Mazovie .

## Biographie

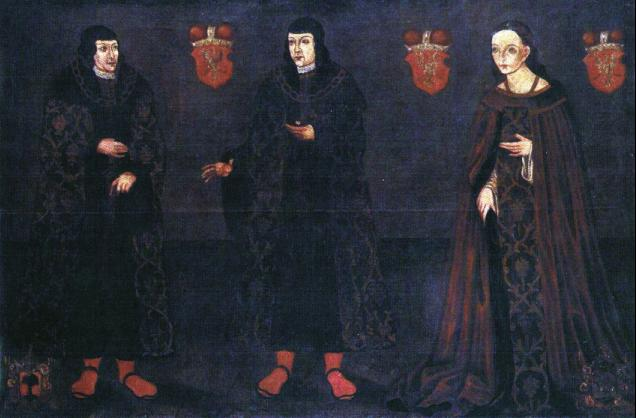
Les derniers ducs Piast de Mazovie: Janusz (1502-1526), Stanisław (1501-1524), et leur sœur Anna (1498-1557)

Janusz III de Mazovie est le second fils du duc Conrad III le Roux et d'Anna Radziwiłł. Il succède à son père en 1503 conjointement avec son frère Stanislas de Mazovie mais, du fait de leur jeune âge, ils demeurent tous deux jusqu'en 1518 sous la régence de leur mère. Cette dernière gardera de facto le pouvoir jusqu'à sa mort le 14/15 mars 1522.
Janusz III règne ensuite d'abord sur Varsovie, puis sur l'ensemble de la Mazovie après la mort de son frère en août 1524. Il meurt lui-même deux ans après, en mars 1526, sans union ni descendance.
Le Duche de Mazovie est alors annexée par le roi de Pologne Sigismond Ier.

## Source
- (de) Europäische Stammtafeln Vittorio Klostermann, Gmbh, Francfort-sur-le-Main, 2004  (ISBN 3465032926),  Die Herzoge (Fürsten) von Masowien 1262-1526 des Stammes der Piasten  Volume III Tafel 123